# Mường Mít
Mường Mít là một xã thuộc huyện Than Uyên, tỉnh Lai Châu, Việt Nam.

## Địa giới hành chính
Xã Mường Mít giáp giới (tính từ phía đông theo chiều kim đồng hồ) với thị trấn Than Uyên và các xã Mường Than, Mường Cang, Pha Mu (huyện Than Uyên), các xã Tà Mít và Pắc Ta (huyện Tân Uyên).

## Lịch sử hành chính
Năm 2011, 1.512,5 ha diện tích tự nhiên của xã Pha Mu được chuyển về xã Mường Mít.